# Frédéric de Toscane
Pour les articles homonymes, voir Canossa (homonymie) et Boniface.
 Frédéric de Canossa ou Boniface IV de Toscane, né vers 1040, mort en 1053 avant le 17 décembre, le fils de Boniface III, marquis de Canossa et de Toscane, et de Béatrice de Lorraine, fut marquis de Canossa et de Toscane de 1052 à 1053.

## Biographie
Frédéric qui porte le nom de son grand-père maternel, parfois nommé aussi Boniface IV, est encore mineur lorsque son père Boniface III est assassiné au cours d'une chasse le 6 mai 1052, et sa mère assure la régence, mais il meurt peu après avant fin 1053, dans des conditions que les documents ne précisent pas. Selon l'interprétation de Joseph Calmette il n'aurait pas supporté les rigueurs du voyage comme sa sœur Béatrice, lors de leur transfert en Allemagne, avec leur mère, imposé par l'empereur Henri III du Saint-Empire et son décès serait à l'origine du ressentiment de Mathilde de Toscane envers la famille impériale franconienne.
Il est inhumé à l'abbaye Sainte-Marie de Felonica à laquelle sa mère fait une donation le 17 décembre 1053 pour la mémoire de son époux de son fils et de sa fille aînée.